# Kaidan Restaurant
Kaidan Restaurant (怪談レストラン) o Thriller Restaurant es una serie japonesa de cuentos infantiles de terror, creando antologías. Editado por Miyoko Matsutani e ilustrado por Yoshikazu Takai y Kato Kumiko. A partir de 2007 ha publicado 50 volúmenes. Los libros fueron adaptados a una serie de anime de 23 episodios por Toei Animation y cuenta con una película.
"Kai" que significa "extraño, aparición" y "Dan" que significa Relato oral, por lo tanto su nombre sería "Historia de Fantasmas en el Restaurant".

## Historia
Cada Episodio se divide en tres "platos". El aperitivo, el plato principal y el postre. El Aperitivo y el Plato principal son usualmente protagonizados por los personajes principales, si no es que los personajes están representados por algunos de ellos. El postre en una historia de fantasmas narrada por uno de los personajes principales, frente a una fogata.
Al principio de cada capítulo el menú es presentado por el fantasma gerente del Kaidan Restaurant; el Fantasma Garçon.
La mayoría de los episodios suceden en el pueblo de Yamazakura, según dicen es "un pueblo maldito" debido a todas las cosas misteriosas y sobrenaturales que allí ocurren. También allí es donde se ubica el Kaidan Restaurant.

## Personajes
Ako Ōzora
Asiste a la escuela primaria Yamazakura. Muy a menudo es llamada "Anko" por sus amigos y compañeros de clase. No siente un gran fanatismo por las historias de fantasmas, pero nunca rechaza escuchar alguna, siente curiosidad especialmente por la moral y moraleja de la historia. 
Ella es la primera en volverse amiga de Shō luego de que él se mude a Yamazakura. Después de un tiempo comienza a enamorarse de él, aunque ella no lo sabe muy bien. 
Usualmente ella o alguno de los miembros de su familia, como su hermano Bunta, o sus compañeros de la escuela, son protagonistas de las historias.

Shō Kōmoto
Sho es un chico que es transferido desde Inglaterra hasta Yamazakura. Él es muy popular entre las chicas pero no es muy sociable, por lo tanto no tiene muchos amigos.
Él ama las historias de fantasmas y tiene una colección de libros de distintos países en su habitación. Su sueño es poder coleccionar todas las historias de fantasmas que existen. Además conoce como repeler muchos fantasmas, por lo que más de una vez termina salvando a Ako. No se sabe bien pero aparenta sentir algo por Ako.
A menudo algunas de las historias europeas que él lee se convierten en "platillos" de algún episodio.

Reiko Sakuma
Es una chica seria que no cree en las historias de fantasmas. A menudo, a pesar de no ser supersticiosa se inmiscuye con Ako y Sho para averiguar que están tramando. También suele protagonizar las historias de Sho. Ella también cuenta historias de terror frente a la fogata junto a Sho y Ako.

Fantasma Garçon
Él aparece usualmente en los créditos iniciales presentando el menú y luego presentando cada historia (o "platillo"). Finalmente. aparece en el ending, luego del postre. Casi siempre junto a él para presentar el menú y los platillos aparece otro ser sobrenatural.

## Episodios del anime
| #  | Título | Estreno en Japón        |
| -- | --- | ----------------------- |
| 1  | «Thriller Restaurant / La muñeca Kikimora / Ella se ha ido...» «Kaidan Resutoran / Kikiimora Ningyou / Itte Shimatta Onnanoko...»                                | 13 de octubre de 2009   |
| 2  | «El gato va la escuela / El camino al estanque sin fondo / Conviértete en un pez» «Neko, Gakkou he Iku / Ike no Fuchi no Michi / Hirame ni Nare»                 | 20 de octubre de 2009   |
| 3  | «Adiós / Princesa de medianoche / Pasajera en una noche lluviosa» «Ja, Baai / Mayonaka no Oujo / U no Yoru no Kyaku»                                             | 27 de octubre de 2009   |
| 4  | «Desaparecido / La anciana al fondo del pozo / La bufanda blanca» «Kami Kakushi / Ido no Soko Nobaasama / Shiroi Mafuraa»                                        | 10 de noviembre de 2009 |
| 5  | «La mirada del lobo / La muerte asesina / Tú eres el próximo» «Ookami No Hikaru Me / Shinigami Kiraa / Tsugi wa Omae da»                                         | 17 de noviembre de 2009 |
| 6  | «Escuela aterradora / La casa de la colina / Princesa de la vasija» «Kowai Gakkou / Tougeno Ichi Ken Ie / Tsubo Himesama»                                        | 24 de noviembre de 2009 |
| 7  | «La mujer de los autos / Taa-chan / Campanas del más allá» «Kaa Obasan / Taa-chan / Ano Yo Karano Suzu No Oto»                                                   | 1 de diciembre de 2009  |
| 8  | «Habitación 31 / No mires atrás / La fotocopiadora averiada» «31 Goushitsu / Furimukuna / Kopii Ki Kara Gikogikogikogiko»                                        | 8 de diciembre de 2009  |
| 9  | «Vi mi propio funeral / Espíritu del agua / Mi esposa desapareció en Marruecos» «ibun no Soushiki wo Mita / Mizu no Sei no Okurimono / Morokko de Kieta Niizuma» | 19 de enero de 2010     |
| 10 | «La casa de las llamas azules / Pequeña casa blanca / Melodías de la muerte» «Aoi Honoo no Yakata / Shiroi Ie no Shōjo / Ano Yo kara no Chaku Mero»              | 26 de enero de 2010     |
| 11 | «¿De quién es este abrigo? / Casa encantada / Tienes una mano en tu espalda» «Dare no Kooto? / Yuurei Yashiki / Senaka ni Te no Ato ga»                          | 2 de febrero de 2010    |
| 12 | «Reemplazado / Vamos juntos / Ojos sobre la mesa» «Torikaerareta Akachan / Isshou ni Ikou / Shokudou no Kotatsu»                                                 | 9 de febrero de 2010    |
| 13 | «El camino de los muertos / Un espejo flotando en el mar / Solo en la noche / Pastel» «Mouja Michi / Umi ni Tadayotteita Kagami / Ushi no Kokumairi / Keeki»     | 16 de febrero de 2010   |
| 14 | «Devuelve mi cuerpo / Repetición / La esposa del carpintero» «Watashi wo Kaeshite / Ripurei»                                                                     | 2 de marzo de 2010      |
| 15 | «Fuiste tú / No puedo bailar sin ti / Asiento vacío / Las ruinas» «Omaeda / Hitori de wa Odorenai no / Kuuseki»                                                  | 9 de marzo de 2010      |
| 16 | «El mechón de alguien que te gusta... / Túnel fantasma / Espíritu escolar» «Sukina Hito no Kami no Ke wo… / Yuurei Tonneru / Gakkou Warashi»                     | 13 de marzo de 2010     |
| 17 | «Prueba de valor / Bienvenido de nuevo / Increíble lectura de la palma» «Kimodameshi / Okaeri, Anata! / Sugoi Tesou»                                             | 20 de abril de 2010     |
| 18 | «Poseído / Reencarnación / Fantasma del amor» «Tsukimono / Umarekawari / Kosodate Yuurei»                                                                        | 27 de abril de 2010     |
| 19 | «Guía del más allá / La ventana del demonio / Campana de llanto» «Ano Yo no Tabi no Goannai / Akuma no Mado / Naku Tsurigane»                                    | 4 de mayo de 2010       |
| 20 | «El misterio de la TV / La pesadilla continúa» «Yogen Terebi no Kai / Akumu no Tsuzuki»                                                                          | 11 de mayo de 2010      |
| 21 | «Brazo / Noche de tormenta» «Ude / Arashi no Yoru» | 25 de mayo de 2010      |
| 22 | «El otro maestro / La maldición de la tienda» «Mou Hitori no Sensei / Kombini no Noroi Guzzu»                                                                    | 1 de junio de 2010      |
| 23 | «El primer invitado del Thriller Restaurant» «Kaidan Resutoran Saisho no Kyaku»                                                                                  | 8 de junio de 2010      |